# Epicypta johannseni
Epicypta johannseni är en tvåvingeart som beskrevs av Lane 1947. Epicypta johannseni ingår i släktet Epicypta och familjen svampmyggor. Inga underarter finns listade i Catalogue of Life.